# Yangnam-myeon
Yangnam-myeon (hangul: 양남면, hanja: 陽南面) är en socken i stadskommunen Gyeongju  i provinsen Norra Gyeongsang i den östra delen av Sydkorea, 300 km sydost om huvudstaden Seoul. Här finns kärnkraftverket Wolseong.